# Лукомское
Луко́мльское (Луко́мское, Лукомль, бел. Лукомльскае (Лукомскае) возера) — одно из крупнейших озёр в Беларуси, находится в пределах территории Лукомльского сельсовета на юге Чашникского района Витебской области, у границы с Минской областью. На восточном берегу озера расположен город Новолукомль. Является четвёртым по площади (37,71 км²) озером в Беларуси, вторым по объёму воды (249 млн м³) и восьмым по длине береговой линии (36,4 км). Из озера вытекает река Лукомка, впадающая в реку Улла. Относится к бассейну Западной Двины.
Объём воды — 0,249 км³. Высота над уровнем моря — 164,5 м.

## Описание
Современное озеро является частью крупного ледникового водоёма, образованного подпруживанием ледниковых вод моренной возвышенностью на севере, препятствовавшей стоку после отступления ледника.
Водосбор (площадью 179 км²) на севере и западе имеет холмисто-моренный рельеф, южнее его формы более сглаженные и приобретают вид пологовсхолмленной равнины, сложенной песками. Леса занимают 1/4 часть площади, тянутся к юго-западу от озера. Заболоченные участки (около 7 %) в долинах впадающих рек — на севере и юго-востоке.
Котловина озера подпрудного типа, овального типа, вытянута с севера на юг на 10,4 км, расширяясь к центру до 6,5 км (при средней ширине 3,5 км). Её окружают невысокие пологие склоны (3—5 м), и только на северо-западе берега повышаются до 15 м. Сложены они моренными суглинками, супесями и на отдельных участках песками. Спускаются к воде низкими песчаными берегами, которые на юго-западе и западе, сливаясь со склонами, образуют абразионный уступ высотой 1—2 м.
Береговая линия (длина 36,4 км) слабо изрезана и только на юге имеются два больших залива — Гурецкая и Гулянская луки.
Подводная часть котловины имеет сложное строение. Литоральная зона пологая, шириной от 10 до 100 м, без видимого перехода сливается с сублиторалью. На юго-востоке и юго-западе, в зоне наибольших глубин, где к озеру подступают обрывистые берега, мелководье круто обрывается к ложу. Глубина заливов не превышает 5 м. Профундальная часть относительно плоского строения. Максимальные глубины (11,5 м) прижаты к юго-восточному берегу. В северной и центральной части озера ложе осложнено многочисленными мелями и поднятиями. Здесь расположено 5 островов общей площадью 0,07 км². (Прочиста, Рыбный, Бездедово, Высокий)
На мелководья (до 2 м) приходится 10 % площади, глубины более 4 м занимают 27,1 %. Донные отложения представлены в основном песками, выстилающими зону литорали до глубины 3— 4 м, на востоке — до 8 м, и оливковыми кремнеземистыми сапропелями, занимающими всю поверхность профундали. Средняя мощность отложений около 4 м.
Озеро Лукомльское — водоём эвтрофного типа. Существующий сток по реке Лукомке с 1969 года зарегулирован плотиной, поднявшей уровень в озере на 1,5 м. На севере впадают около 10 небольших ручьев, на северо-западе — река Цитранка, вытекающая из озера Сивцево возле деревни Заборье. Соединено ручьями с 3 небольшими безымянными озёрами и с оз. Святое (на северо-востоке). 

Гидрологический режим озера изучается с 1932 года.
В озере и его окрестностях богатый животный и растительный мир.

## Растительный мир
У берегов и островов озеро зарастает тростником и камышом (ширина полосы 25—50 м). Сублиторальный склон до глубины 3 м покрыт подводной растительностью, представленной рдестами, роголистником, телорезом, редко харой.
В составе фитопланктона отмечен 101 вид. Наибольшего разнообразия достигают диатомовые (36) и зеленые (30) водоросли. Общая биомасса 8,4 г/м³.

## Животный мир
Животный мир озера довольно богат.
Зоопланктон насчитывает 69 видов. Общая биомасса 0,4 г/м³. Обнаружена богатая бентосная фауна — 202 вида. Наиболее разнообразно представлены хирономиды (55), олигохеты (37) и моллюски (30 видов). Биомасса бентоса (без дрейссены) 8,1 г/м². В водоёме более 5 тыс. т дрейссены, которая отфильтровывает весь объём воды менее чем за 2 месяца, способствует осаждению взвесей, улучшая тем самым качество воды. Дрейссена служит кормом остающимся зимовать в зоне подогретых вод утками и лебедям.
Относится к лещево-судачным водоёмам. В озере обитает около 20 видов рыб, среди которых плотва, лещ, линь, карп, щука, уклейка, судак, окунь, сом, угорь, толстолобик. Неоднократно озеро зарыблялось угрем, сигом, белым амуром, толстолобиком, карпом, сазаном, серебряным карасем, рипусом. В озере отмечены случаи поимки американского сомика — нехарактерного для Беларуси вида, который прижился в озере благодаря тёплой воде.
Вдоль западного берега озера встречаются раки.

## Экология
С 1969 года озеро Лукомльское служит водоёмом-охладителем тепловой электростанции Лукомльской ГРЭС — самой крупной электростанции в стране. Это во многом определило его гидрохимический и гидрологический режим.
Для технических целей вода поступает на электростанцию по искусственному каналу длиной 2,5 км, шириной 25—30 м и глубиной 6 м в восточной части озера. Возвращается она подогретой — на 8—12° выше, чем озерная. Интенсивное перемешивание способствует установлению однородного термического и газового режима.
Средняя температура в летний период в зоне подогрева (7 % площади акватории) составляет 21,6 °C, в зоне с естественным режимом 19,8 °C.
Хорошая аэрация благоприятствует насыщению воды кислородом. Содержание солей достигает 195—250 мг/л, цветность 25—30°. Летом прозрачность составляет 3—4 м, зимой — 5 м.
Безледный период увеличился на 2 месяца. Ледостав продолжается со второй половины декабря до середины марта, толщина льда более 30 см.
Сравнение с показателями водной массы до строительства ГРЭС свидетельствует, что произошло улучшение качества воды — «омоложение» озера, появились признаки мезотрофии.
Водоём достаточно сильно загрязнён (по содержанию NH4+ превышение ПДК в 2-2,5 раза). Высокие концентрации сульфатов и хлоридов (16,73 мг/дм³ и 17,7 мг/дм³, соответственно).

## Хозяйственное значение
Озеро имеет большое хозяйственное значение. Здесь находится крупнейшая в Беларуси тепловая электростанция — Лукомльская ГРЭС и молодой город энергетиков — Новолукомль. Подогретая вода электростанции используется для инкубационного цеха и заполнения прудов озерно-товарного рыбного хозяйства. На западном берегу расположена зона отдыха — летний детский лагерь и оздоровительный комплекс. Оборудовано несколько зон отдыха и туристических стоянок. Деревни Мелешковичи, Посемковичи, Симоновичи, Торопы, Абузерье и посёлок Набережный пользуются озерной водой для бытовых целей.

## Достопримечательности
В шести километрах от г. Новолукомля, к востоку от озера, лежит деревня Лукомль — утративший былое величие древний город удельного княжества Полоцкой земли. Первое упоминание о Лукомле относится к 1078 г. («Поучение» Владимира Мономаха). Князья Лукомские в XV—XVI вв. состояли на службе московских князей. Во время Ливонской войны (1563 г.) Лукомль был разрушен. Сохранились археологические памятники: городище «замок», селища, курганы.
На северном возвышенном берегу озера расположен курганный могильник, состоящий из 143 курганов. Круглые в плане насыпные курганы имеют высоту 0,5—2,5 метра, отдельные курганы имею высоту 3 метра. Курганы тянутся полосой на 400 метров вдоль берега. Время появления курганов — X—XI век.